# Olympia 82
Albums de William Sheller
J'suis pas bien
(1981) Simplement
(1983)
Olympia 82 est le premier album live de William Sheller sorti en 1982 chez Philips. L'album fut enregistré à l'occasion de son premier passage à l'Olympia du 26 avril au 2 mai 1982.

## Titres
| 1. | Symphoman                      |  |
| 2. | Un endroit pour vivre          |  |
| 3. | Fier et fou de vous            |  |
| 4. | Oh ! J'cours tout seul         |  |
| 5. | Les petites filles modèles     |  |
| 6. | Les orgueilleuses              |  |
| 7. | Les mots qui viennent tout bas |  |
| 8. | Dans un vieux rock'n'roll      |  |

| 1.  | À franchement parler               |  |
| 2.  | Prélude à l'ampoule (instrumental) |  |
| 3.  | Petit comme un caillou             |  |
| 4.  | Sonatine (instrumental)            |  |
| 5.  | La Toccatarte (instrumental)       |  |
| 6.  | Nicolas                            |  |
| 7.  | J'suis pas bien                    |  |
| 8.  | Une chanson noble et sentimentale  |  |
| 9.  | Rosanna Banana                     |  |
| 10. | La Bavaroise (instrumental)        |  |
| 11. | Le Carnet à spirale                |  |

## Singles hors album
- 1982 : Rosanna Banana (version studio) / Message urgent (version distribuée en avant-première, sans label ni étiquette du 45 t Polygram - hors commerce)
- 1982 : Rosanna Banana / Message Urgent
- 1982 :  Rosanna Banana (version live) / Message urgent (hors commerce)